# フィーバー花札
フィーバー花札（フィーバーはなふだ）は、1996年10月にSANKYOが発売した、花札をモチーフにしている和をイメージしたパチンコ機のシリーズ名。
フィーバー花札GPとCRフィーバー花札RXの2機種がある。

## 概要
確変機能を搭載した液晶型のデジパチ。現金機とCR機の2種類が発売された。現金機は、次回大当たりまで継続する小当たりの確変を搭載しており、確変への突入をメインデジタルではなく、液晶上の小デジタルで決定する変わった仕様である。小デジタルには3種類の図柄があり、「7」が出現すれば確変に突入する。
CR機は大当たり確率の確変を搭載しており、次回大当たりまで継続し、確変図柄が揃い続ける限り確変状態が継続するタイプである。中デジタルには、全ての大当たり図柄の代わりになるオールマイティー図柄の「小槌」がある。確変突入の条件は同じ図柄が3つ揃った場合で、中デジタルが「小槌」の大当たりの場合は通常大当たりとなる。大当たり図柄は全13種類あり、「小槌」を含んだ大当たりパターンも含めると26通りの大当たりパターンが存在する。確変突入率は13/26となるので表示上通りの1/2となる。

## スペック
- フィーバー花札GP
  - 賞球数 7&15
  - 大当たり最高継続 16R
  - 大当たり確率 1/230
  - 確変突入率　1/3
  - 確変期間　次回大当たりまで
- CRフィーバー花札RX
  - 賞球数 6&15
  - 大当たり最高継続 16R
  - 大当たり確率 1/359
  - 確変中大当たり確率　1/51.3
  - 確変突入率　1/2
  - 確変期間　次回大当たりまで

## 図柄
- 一月
- 二月
- 三月
- 四月
- 五月
- 六月
- 七月
- 八月
- 九月
- 十月
- 十一月
- 十二月
- 姫
- 坊主（CR機のみ中デジタルに2種類）
- 小槌（CR機のみ中デジタル図柄）

## 演出
リーチアクションには花札が横回転する演出のノーマルリーチ以外に4種類のスーパーリーチがある。
- 勝負リーチ

図柄がテンパイしたら液晶中央の女性が「勝負」の掛け声と共に中デジタルの図柄をめくる。
- 竜巻リーチ

左右図柄がテンパイする前に「風よ吹け」の掛け声と共に3つのデジタルが同時に回転する全回転アクション。
- フーフーリーチ

水着姿の女性2人が登場し、吐息で花札を変動させる。
- アンアンリーチ

水着姿の女性2人が登場し、三三七拍子のリズムに合わせて踊る。
竜巻リーチには集中フラグが搭載されており、フラグがオンになるとあらゆるリーチアクションが竜巻リーチになる仕様である。このフラグがオフになるまでこの状態は継続する。集中フラグがオンの状態の場合はリーチ信頼度が下がる。

## コンシューマ移植
- SANKYO FEVER実機シミュレーションS Vol.2(セガサターン用)
  - 『SANKYO FEVER実機シミュレーションS Vol.2』(セガサターン用、ティー・イー・エヌ研究所、1998年1月15日発売、T-32103G、JAN-4997940210049)にフィーバー花札GPが収録。

## サウンドトラック
- 『SANKYO FEVER SOUNDS ザ・パチンコ・ミュージック・フロム・SANKYO 6』 キングレコード、1998年8月21日。KICA-1214。
  - BGMが収録されている。